# Gotland
För andra betydelser, se Gotland (olika betydelser).
Gotland (gutniska Gutland) är Sveriges största ö, belägen i Östersjön, cirka 100 kilometer från det svenska fastlandet.
Gotland är också, tillsammans med de omkringliggande öarna Fårö, Karlsöarna, Gotska Sandön, Östergarnsholm samt flera mindre öar, ett svenskt landskap. Landskapet är även ett län, en kommun samt ett stift. Huvudön är till ytan 2 994 km², länet och landskapet är till ytan 3 151,4 km² medan ytan inklusive insjöar är 3 183,7 km².
Under sommaren besöker mängder av turister Gotland, inte minst det världsarvsförklarade Visby, som är öns enda större tätort. På ön finns 91 medeltida kyrkor vilket gör Gotland till Sveriges kyrkotätaste kommun.

## Etymologi
Gotland har fått sitt namn efter folkslaget gutar, vars förled gut- ~ got- torde härröra från äldre urgermanska med betydelsen utgjuta, möjligen som en beteckning för män och är formellt helt identiskt med folknamnet goter. Efterledet är 'land', vilket kan tolkas som 'område, rike' eller som 'ö'. Det forngutniska namnet på ön var Gutland.
Ön nämns på 800-talet i den fornengelska Wulfstans resa, på 1000-talet i den vikingatida Torsätrastenen som dativ singularis kutlanti, med runskrift, vilket med latinska bokstäver blir Gotlandi, och i Florenslistan, ursprungligen från 1103, i sin latinska form Gutlandia. På 1300-talet skrevs namnet som Gutland.
I såväl svenskt som danskt talspråk assimilerades "tl" till "ll" (jämför med Jutland/Jylland), vilket gav upphov till formen Gulland.
Dagens svenska namn Gotland med o härrör, likt många andra namn längs Sveriges kuster, från lågtyskan genom a-omljud. Till början av 1920-talet stavades Gotland med två t som Gottland. Enligt SCB:s folkräkning från 1930 skedde ändringen av stavningen enligt ett regeringsbeslut den 12 november 1923.

## Historia

### Äldre tid
Under stenåldern var Gotland befolkat av säljägare och fiskare. En boplats har varit grottan Stora Förvar på Stora Karlsö där 9 200 år gamla lämningar har hittats, en annan Ajvideboplatsen på Ekstakusten innanför Karlsöarna. Stora Bjersmannen, vars skelett förvaras på Fornsalen i Visby, tros vara mellan 9 000 och 7 000 år gammal.
Ön har talrika lämningar från brons- och järnåldern liksom från folkvandringstid. Stora gravfält finns exempelvis vid Trullhalsar och Gålrum. Talrika bronsåldersrösen, på gutniska kallade rojr (= rör) finns runt om på Gotland; det största är Uggarde rojr i Rone socken. Även skeppssättningar från bronsåldern är vanliga, sevärda är bland annat de i Gnisvärd och Gannarve.
Öns position mitt i Östersjön gjorde att gutarna tidigt blev en sjöfararnation. Redan från tidig järnålder finns talrika fynd som visar på kontakter med fjärran länder.

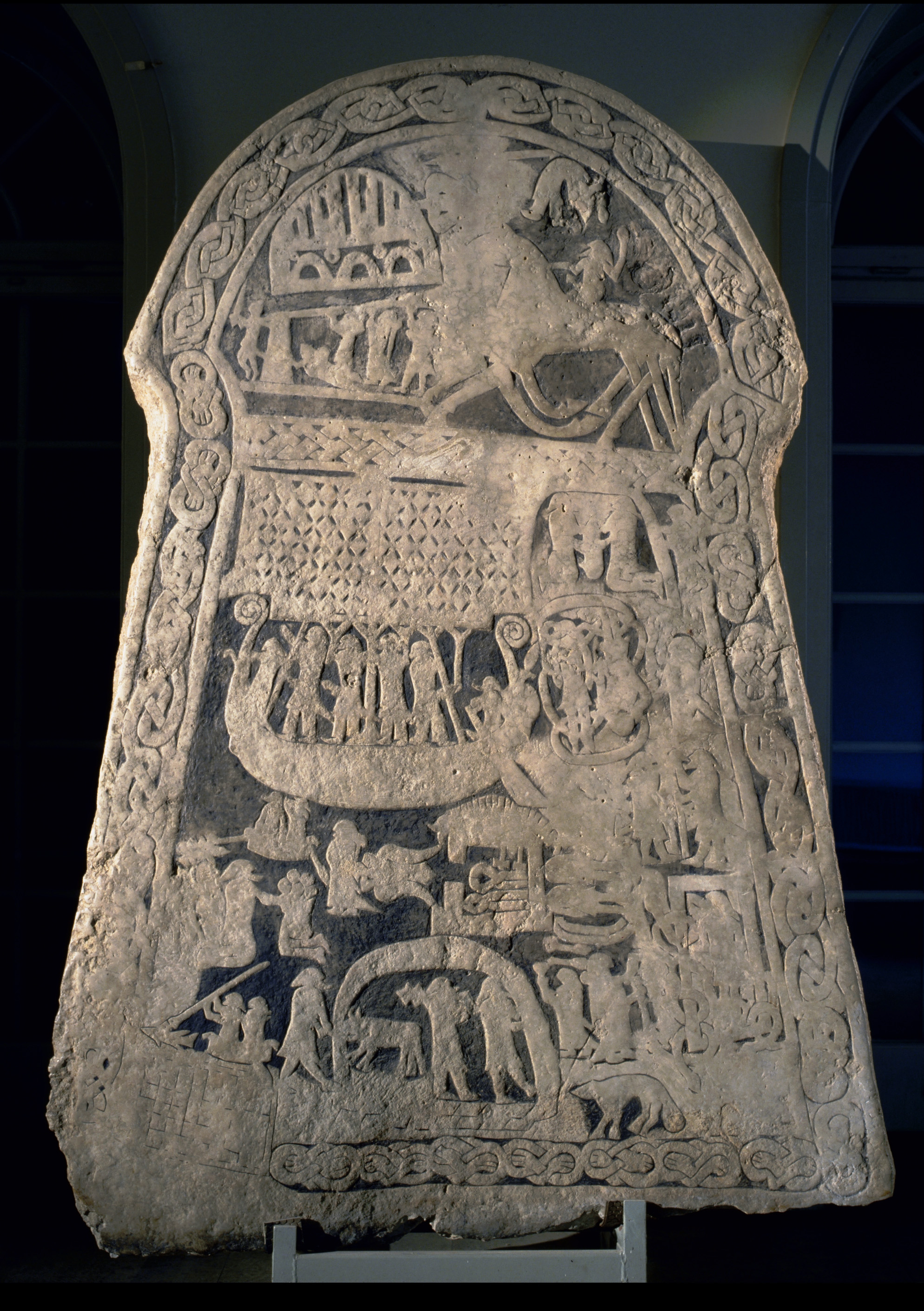
Bildsten med motiv ur berättelsen om Völund (Gotland cirka 700–800 e.Kr.).

Från 700-talet finns på Gotland ett stort antal unika bildstenar, som ofta visar seglande båtar med svärds- och sköldförsedda besättningar. På dessa framträder vikingens vardagsvärld i en bildrikedom som fått forskningen att kalla dem "forntida seriemagasin".
Den engelske sjöfararen Wulfstan som runt 880 gjorde en sjöresa till de nordiska länderna nämner att Gotland då hörde under svearna. Enligt Gutasagan ingick Gotland frivilligt förbund med Sveariket. Under vikingatiden blev Gotland ett av norra Europas rikaste områden. Gutniska handelsbönder, så kallade farmän bedrev omfattande och långväga handel mellan Väst- och Östeuropa. Gutniska bönder hade ett eget handelsfaktori i Novgorod, kallat Gutagård och ett i London. Bland annat hade gutarna i praktiken monopol på handeln med gråverk (ekorrens vinterpäls), som var mycket eftertraktad av kungahusen i hela Europa, och flera andra varor från österled, bland annat bivax. Om handelsböndernas ofantliga rikedom vittnar det stora antal (guld-) och silverskatter (över 700 har hittats) som fortfarande grävs fram ur den gotländska jorden – fler än i något annat område i världen. Spillingsskatten, hittad 1999, innehöll 14 000 mynt. Den vägde totalt 67 kilogram och är världens största vikingatida silverskatt. Ytterligare ett tecken på gutarnas rikedom är de 95 stenkyrkor (med prästgårdar och ofta kastaler) som gutarna uppförde och gradvis utvidgade från 1100-talet och 200 år framåt. 92 av kyrkorna är fortfarande i bruk.

### Medeltiden
Under 1100-talet började gutarna formalisera sina förbindelser med omvärlden, såväl inom handeln (flera handelstraktat ingicks med bland annat tyska Lübeck) som med den framväxande kyrkliga organisationen, där man kom att ingå i Linköpings stift cirka 1130. Vid denna tid började man även ge ut egna mynt, med förebilder från tyska och frisiska samtida myntningar 
I mitten av 1100-talet började Visby växa fram som stad och handelsplats. Det tidigaste skriftliga omnämnandet av staden är dock först från cirka 1225, i Henrik av Lettlands krönika  där ”Wysbu” omnämns som hamn för tyska pilgrimer. Staden var från början rent gutnisk men blev med tiden samlingsorten för ”många folkslag”, som företalet till Visby stadslag säger. Talrikast var tyskarna, och Visby blev medlem av Hansan. Under lång tid var Visby i handelspolitiskt avseende ledande för en stor del av norra Europa. Visby blev med tiden en farlig konkurrent för landsbygdens storhandel. Splittringen föranleddes också möjligen av Visbys stora andel tyskar, vilkas lojalitet, helt naturligt, låg hos sina tyska bröder snarare än hos den gutniska befolkningen. Visby ringmur, som började byggas cirka 1250, var framför allt ett skydd mot landsbygden. Konflikten mellan stad och land ledde 1288 till inbördeskrig.
Tack vare rikedomarna som gutarna erhöll genom handelsfärder upplevde ön en kulturell blomstring under 1200- och 1300-talen. Ett stort antal vackra och imponerande kyrkor växte fram på Gotland, som smyckades med en överdådig prakt och dekorerades med madonnor, krucifix och andra skulpturer. Dessa verk räknas som några av de mest anmärkningsvärda inom nordeuropeisk medeltidskonst överhuvudtaget. Gotlands medeltida arkitekter och bildhuggare lyckades uttrycka en särskild gotländsk stil i sina skapelser, vilket ger gutarnas konst en unik position inom Norden. Även om utländska influenser har förfinat deras smak, har det inte fått dem att förlora sin originalitet.
I slutet av 1200-talet och början av 1300-talet anslöt den svenska centralmakten Gotland till Sverige. År 1285 mötte Magnus Ladulås representanter för tjugotre hansastäder på Kalmar slott. En överenskommelse slöts om att Gotland skulle tillhöra Sverige. I praktiken var centralmaktens inflytande inte självklart. År 1313 företog kung Birger Magnusson ett krigståg till Gotland för att tvinga allmogen att betala högre skatter. En gutnisk bondehär slog kungen i slaget vid Röcklinge backe i Lärbro socken.
Under 1300-talet började högkonjunkturen för Gotlands och Visbys handel att vika. Lübeck blev en allt viktigare handelshamn, och gutarnas handelsmonopol i österled bröts. Cirka 1350 drabbade digerdöden ön. År 1361 landsteg den danske kungen Valdemar Atterdag på öns västkust, och krossade slutligen den dåligt utrustade bondehären vid ett oerhört blodigt slag utanför Visbys murar. Staden ska då ha öppnat sina portar och blivit hårt brandskattad, men de historiska fakta är osäkra. Klart är dock att kombinationen av digerdöd och krig minskade Gotlands befolkning mycket kraftigt. En lång nedgångstid för ön började. I slutet av 1300-talet blev Gotland tillhåll för sjörövare, de så kallade vitaliebröderna. Ön blev under lång tid en spelboll i den nordiska politiken. I olika omgångar erövrades Visby av Tyska orden, av drottning Margaretas unionstrupper, av Erik av Pommern, av Kristofer av Bayern och av Karl Knutsson. 1525 ska lübeckarna ha bränt en stor del av Visby.

### Den svenska tiden
Vid freden i Brömsebro 1645 blev Gotland svenskt. Visborgs slott i Visby, som tidvis varit en utgångspunkt för sjöröveriet som bedrevs från ön, sprängdes och revs av danskarna 1679 efter deras ockupation av ön under skånska kriget. Ön förde en tynande tillvaro även efter försvenskningen. Det svårt härjade Visby började återuppbyggas i slutet av 1600-talet, men dess roll som internationell storhamn var över sedan länge. Övriga delar av ön präglades av isolering och fattigdom. Under 1800-talet började jordbruket utvecklas. Öns vidsträckta myrar dikades ut. Mot slutet av århundradet påbörjades en viss industrialisering i Visby och järnväg drogs över ön. 1900-talet präglades först av den ökande industrialiseringen, men så småningom av den allt mer dominerande turistnäringen. Gotland började bli populärt som turistort bland det sena 1800-talets societet genom prinsessan Eugénie som bodde i Västerhejde på västra ön sedan 1860-talet. Stora sommarvillor uppfördes på 1910-talet i badorten Ljugarn, och 1955 grundades Vitvärs semesterby som den första i sitt slag på ön.
Hertigar och hertiginnor av Gotland har varit
- Prins Oscar 1859–1888 (avgick)
- Prinsessan Leonore 2014–

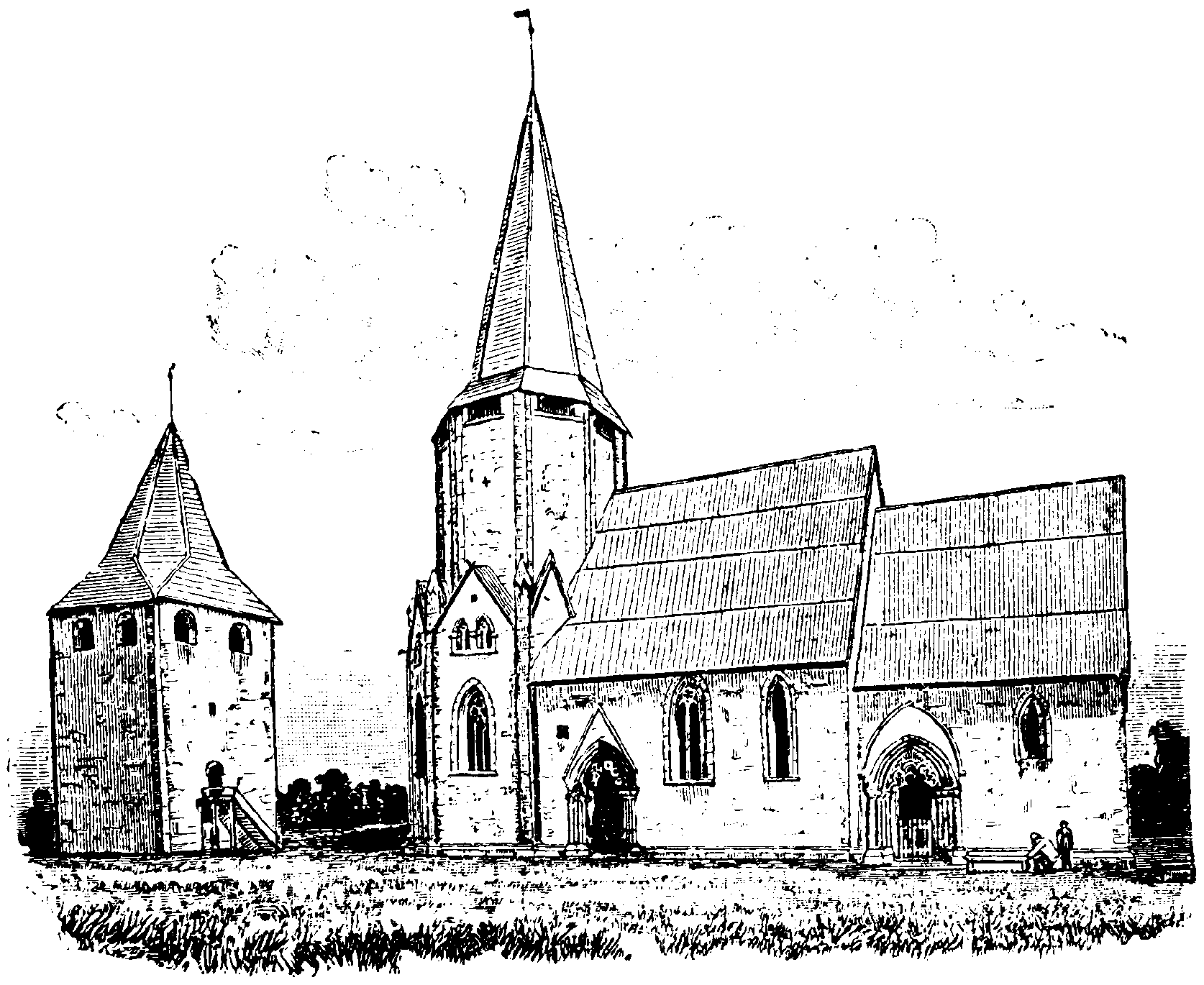
Lärbro kyrka på Gotland.
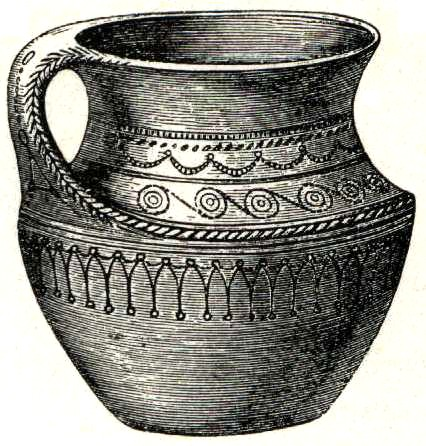
Lerkärl från järnåldern, funnet på Gotland.
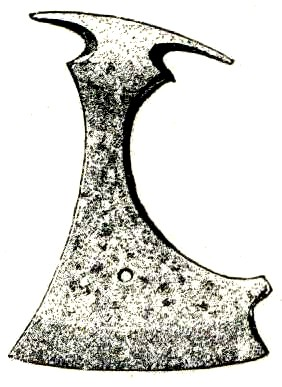
Järnyxa från järnåldern, funnen på Gotland.
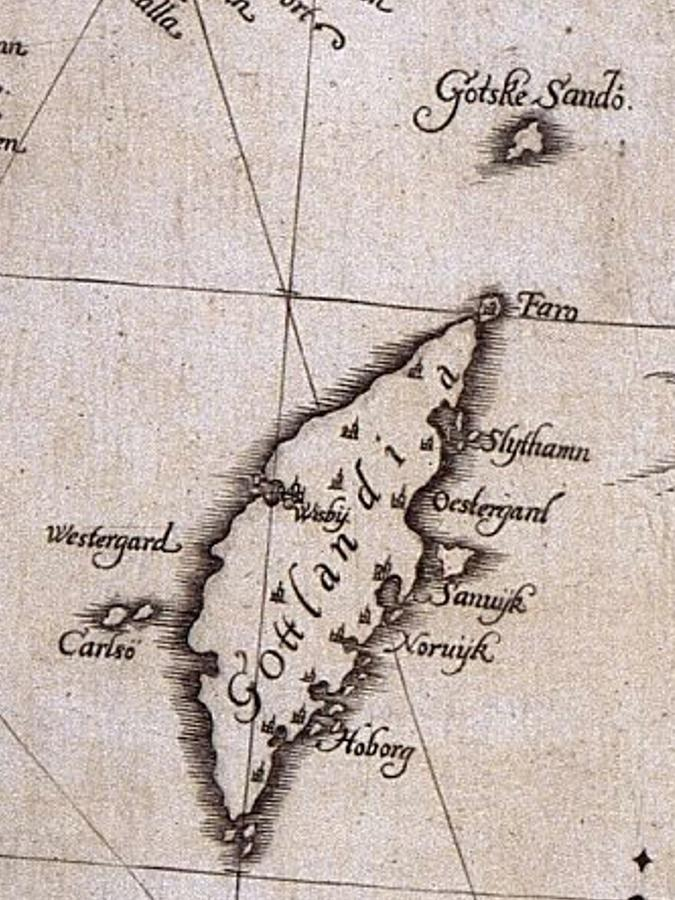
Karta över Gotland från 1626.
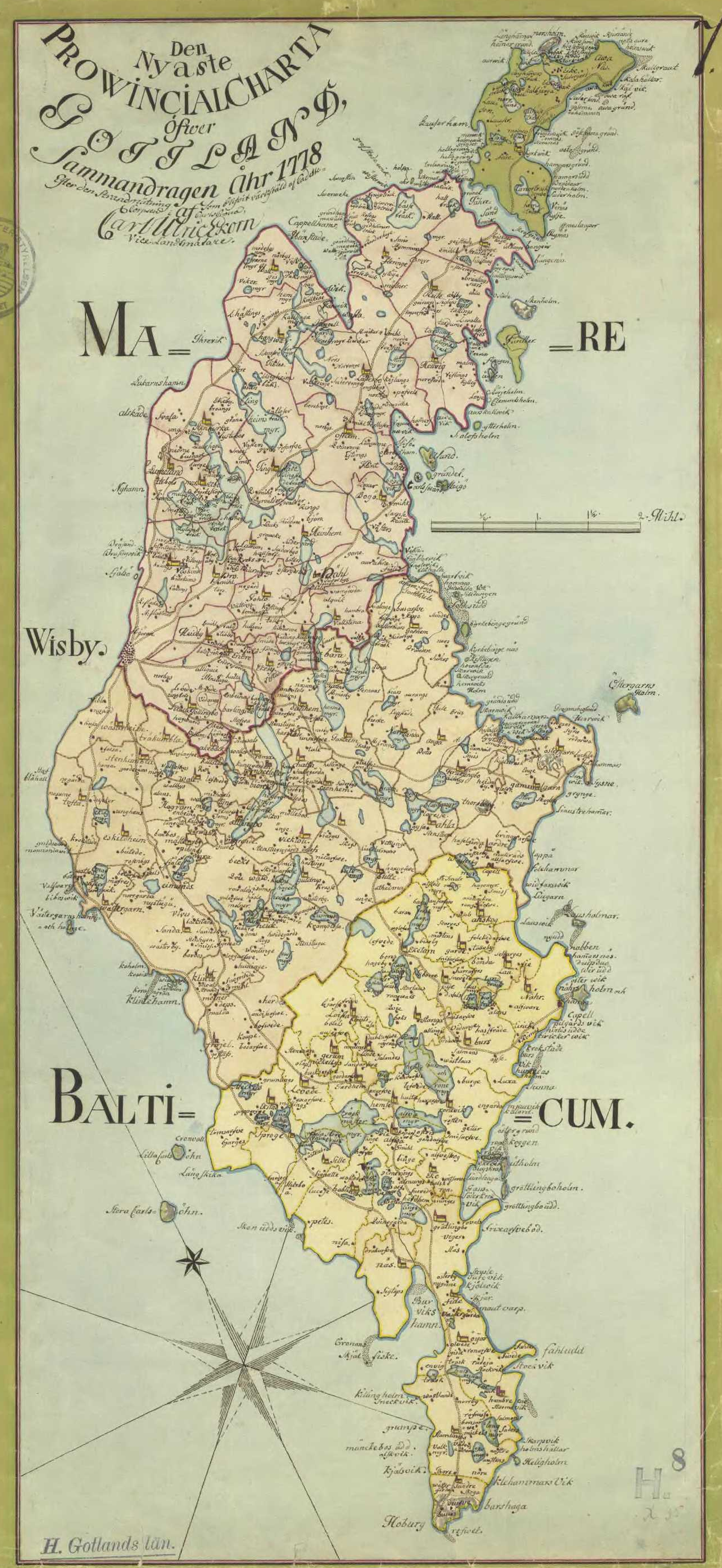
Karta över Gotland från 1778.

### Äldre indelningshistorik (före 1645)
Före 1361 var Gotland en del av Sverige och/eller var självständigt. Gotland hörde sedan till Danmark fram till 1645.
Redan Gutasagan omtalar en indelning i tredingar: Nordertredingen, Medeltredingen och Sudertredingen. I den kyrkliga organisationen var tredingarna prosterier, i dag kallade kontrakt: Nordertredingens kontrakt, Medeltredingens kontrakt respektive Sudertredingens kontrakt.
Varje treding bestod av två settingar (sjättedelar). De har ibland jämförts med Svealands skeppslag och kan bland annat ha haft uppgiften att utrusta skepp för den kungliga ledungen. Vid den svenska tidens inledning (1645) fungerade settingarna som rättskretsar.
Den grundläggande (minsta) rättskretsen kallades på Gotland ting. Ön var indelad i tjugo ting under ledning av var sin tingsdomare. Tingen hade betydelse även för fördelningen av skatter. Vid inledningen av den svenska tiden hade tingen redan börjat spela ut sin roll.
Ett gemensamt ting, det så kallade gutnaltinget fanns dessutom. Gutnaltinget betyder ”gutarnas (gotlänningarnas) allting”. ”'All'” betyder här gemensam (all = hel). Tinget sammanträdde på platsen där klostret Roma kloster senare förlades (strax utanför tätorten Romakloster).
Fram till 1530-talet hörde området till Linköpings stift, därefter till 1572 höra till danska stift, för att från 1572 utgöra ett eget stift.

### Indelningar efter 1645

#### Län, Lagsagor och stift

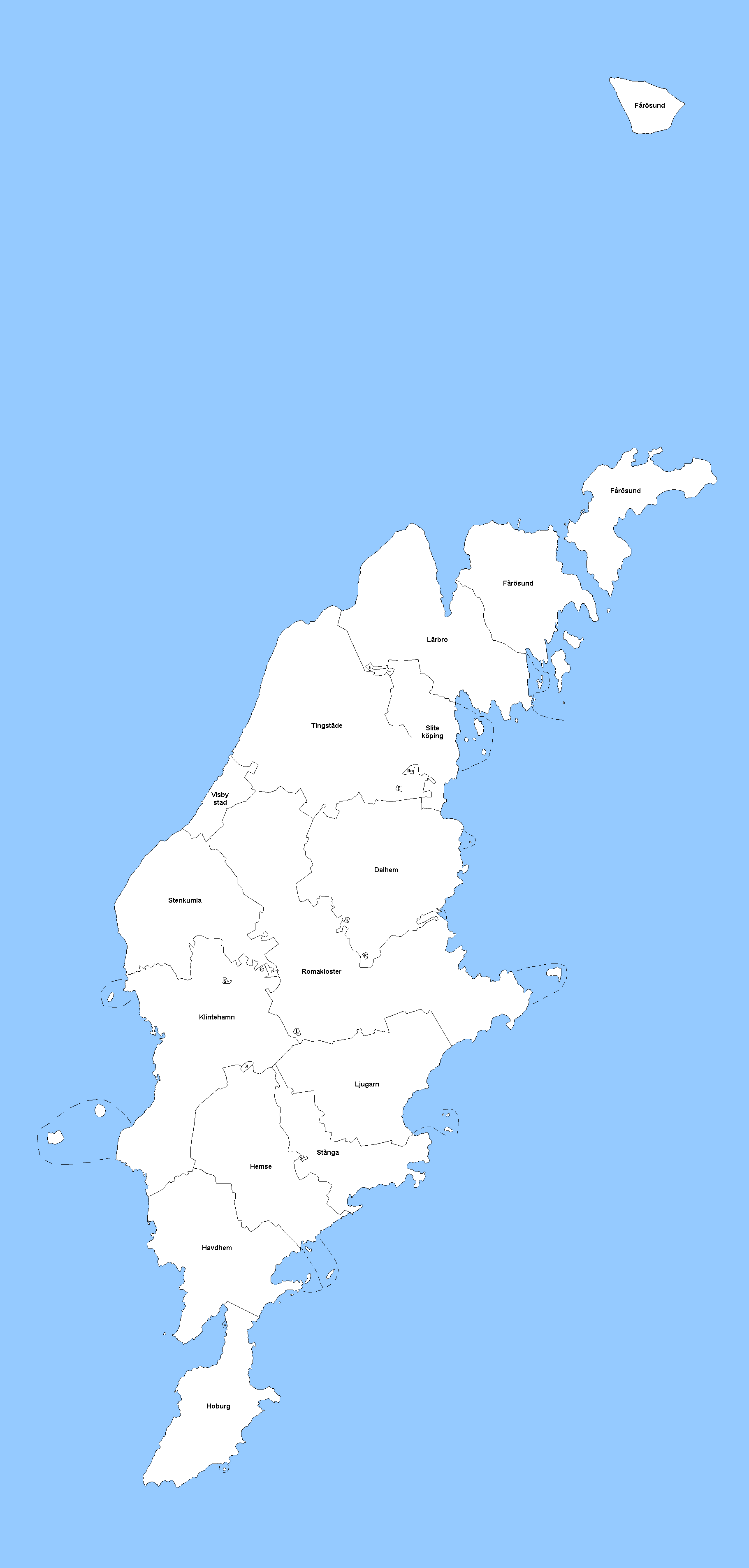
Kommuner år 1952 i Gotlands län. Länsgränsen är den samma i dag som då.

Gotland har sedan 1645 hört till Gotlands län, men var 1676–1679 ockuperat av Danmark.
I perioden från fredsslutet 1645 till 1664 och från 1669 till 1673 ingick området i Kalmar läns och Ölands lagsaga. I perioden 1665–1669 och 1673–1681 var den underställd drottning Kristina. 1682 blev Gotlands lagsaga självständigt för att 1689 åter en kort tid vara underställd kronan. 1827 uppgick lagsagan i Södermanlands lagsaga för att från 1832, till dess lagsagorna avskaffades 21 december 1849, ingå i Stockholms läns, Södermanlands och Gotlands lagsaga.
Området har sedan 1572 tillhört Visby Stift.

#### Härader och städer
Ön har sedan 1681 uppdelats i två härader
- Gotlands norra härad
- Gotlands södra härad

Visby stad inrättades som stadskommun när 1862 års kommunalförordningar trädde i kraft

#### Socknar, fögderier, domsagor, tingslag och tingsrätter
Se respektive härad. Gotland indelas traditionellt i 92 socknar.

#### Kommuner från 1952 till 1970
Städer (1 st):
| - Visby stad |

Köpingar (1 st):
| - Slite köping |

Landskommuner (12 st):
| - Dalhems landskommun - Fårösunds landskommun - Havdhems landskommun - Hemse landskommun - Hoburgs landskommun - Klintehamns landskommun | - Ljugarns landskommun - Lärbro landskommun - Romaklosters landskommun - Stenkumla landskommun - Stånga landskommun - Tingstäde landskommun |

#### Kommuner från 1971
- Gotlands kommun, vilken sedan 1 januari 2011 benämner sig Region Gotland.

## Natur och geografi

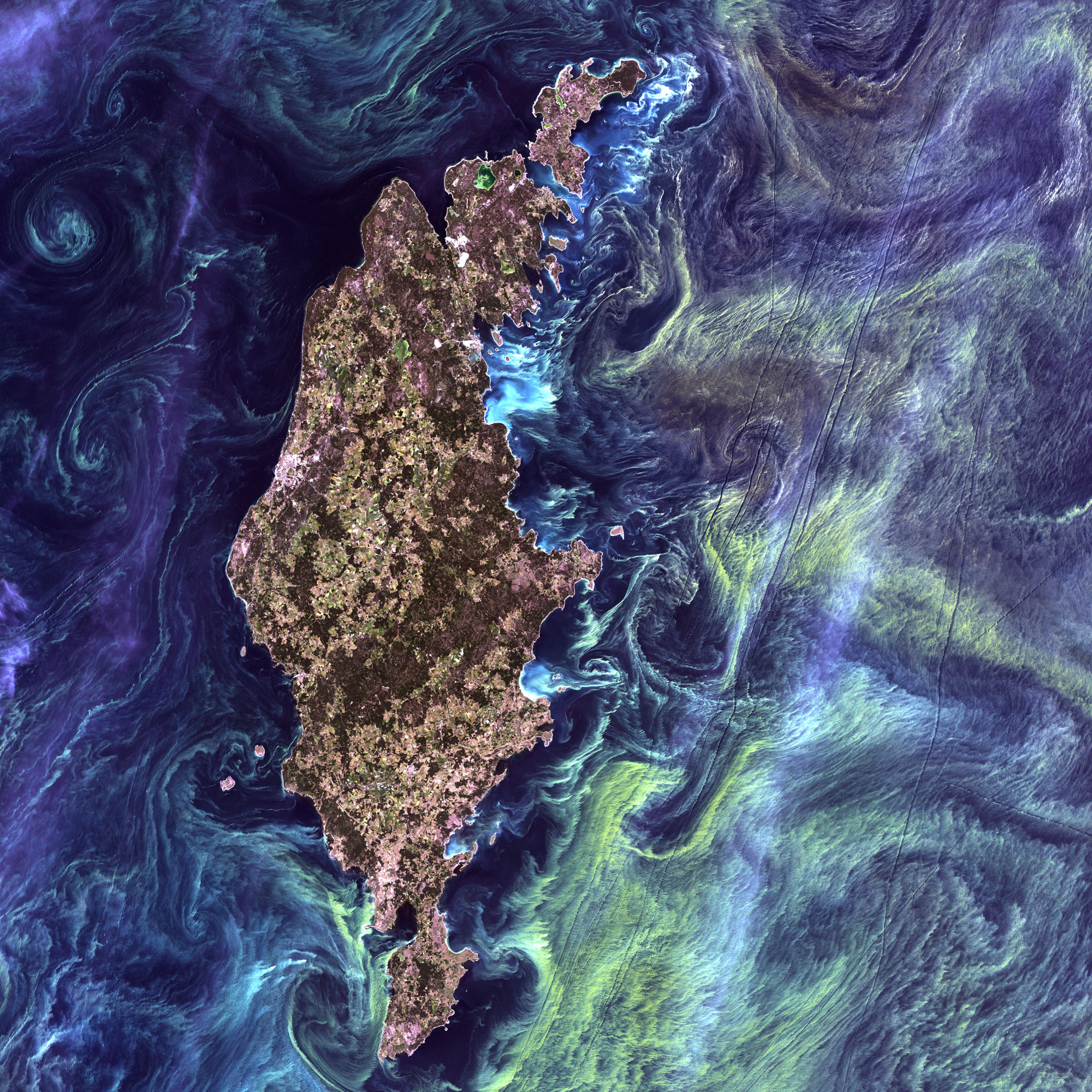
Satellitbild av Gotland.

Topografisk karta över Gotland.

### Geomorfologi och geologi
Naturen på Gotland skiljer sig avsevärt från övriga Sverige. Det beror dels på öns isolerade läge och en senare rationalisering av jord- och skogsbruket än i övriga landet. Den viktigaste faktorn är dock den karga kalkstensberggrunden, som skapat förutsättningar för en mycket speciell artflora. Gotlandssnok, brun ögontröst och gotlandssippa är exempel på arter som endast finns på Gotland.
Gotlands historia går cirka 400 miljoner år tillbaka i tiden, till den period som kallas silur. Vid denna tid låg Sverige nära ekvatorn, och Gotland var en tropisk korallrevmiljö i ett grunt och varmt hav, rikt på många djurarter, till exempel sjöliljor, armfotingar och trilobiter.
Runt reven lagrades under årmiljoner döda organismer och slam, som tillsammans med korallerna byggde upp en berggrund av framför allt kalksten och märgelsten. Den gotländska berggrunden är därför mycket rik på fossil.
Sin nuvarande form fick ön av is och vatten under och efter den senaste istiden. På öns västra sida reser sig på många avsnitt mäktiga klintstup. På några ställen finns dessa under vattnet och bildar så kallade pallkanter, utanför vilka djupet kan vara mycket stort. Den östra sidan är i huvudsak flack, med långgrunda stränder. Den högsta punkten är Lojsta hed mitt på ön, som ligger 83 meter över havet.

### Flora och fauna
Ön har omväxlande alvar och hällmark, lågväxande tallskog och lövängar, odlings- och betesmark. Tidigare var ön starkt präglad av ett flertal mycket vidsträckta myrar. De flesta av dessa dikades ut under 1700- och 1800-talen och togs då i anspråk av jordbruket. Ett antal insjöar (kallade träsk) finns fortfarande kvar, bland annat Tingstäde träsk och Bäste träsk.
Havsstränderna utgörs av klapperstensfält, strandvallar och raukar, omväxlande med långa, populära sandstränder.
Växtligheten är artrik med bland annat många arter av orkidéer. Det milda klimatet gynnar många ovanliga växter. Öns blommande vägkanter är berömda.
Fågellivet är intensivt. Bland annat finner man Östersjöns enda fågelberg på två öar utanför Gotlands västkust – Lilla Karlsö och Stora Karlsö.
- Landskapsväxt: Murgröna (Rind – gutamål)
- Landskapsfisk: Piggvar (Butte – gutamål)
- Landskapsfågel: Halsbandsflugsnappare

Sälkolonier finns norr om Fårö och på Lilla Karlsö. Många vanliga däggdjur, som älg, grävling och vessla, saknas på Gotland. För närvarande finns inte heller någon viltlevande vildsvinsstam på ön. Privatpersoner har inplanterat rådjur, och ön har i dag en kraftigt växande stam.

### Klimat
Öns klimat är maritimt. Temperaturen är relativt stabil över året tack vare läget i Östersjön med svala vårar men milda höstar och vintrar. Gotland hör till de solsäkraste svenska områdena. Visby är den ort som vunnit SVT:s solliga över soltimmar sommartid flest gånger sedan starten 1990 (8 gånger).
Årsmedeltemperaturen är omkring +6,5 °C. Gotlands alla tiders högsta och lägsta temperaturer, 35,2 °C samt −32,8 °C, har avlästs på samma plats, nämligen i Buttle nära öns mitt.

## Ekonomi

### Näringsliv

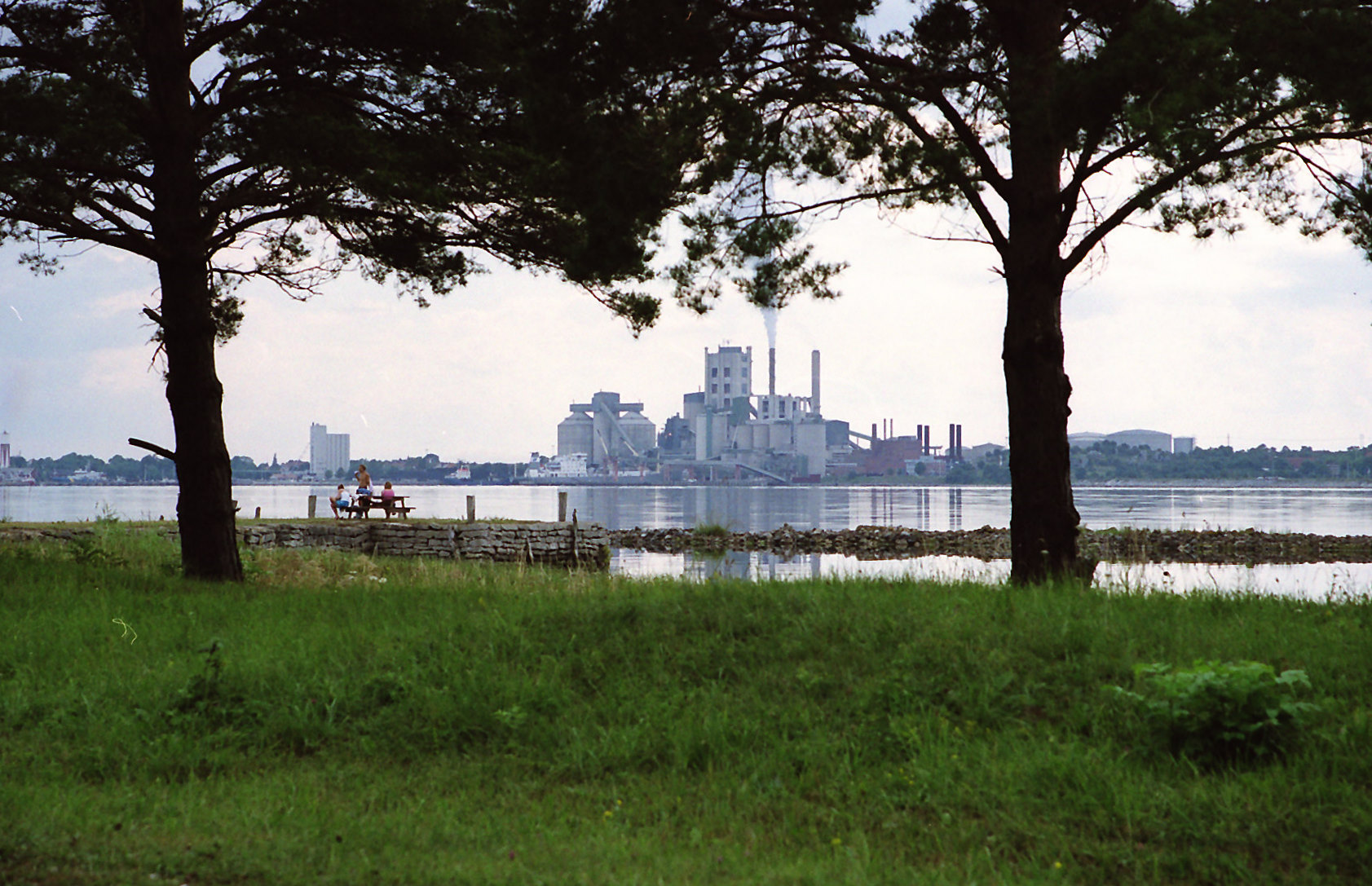
Vägumeviken, med cementindustrin i Slite i bakgrunden.

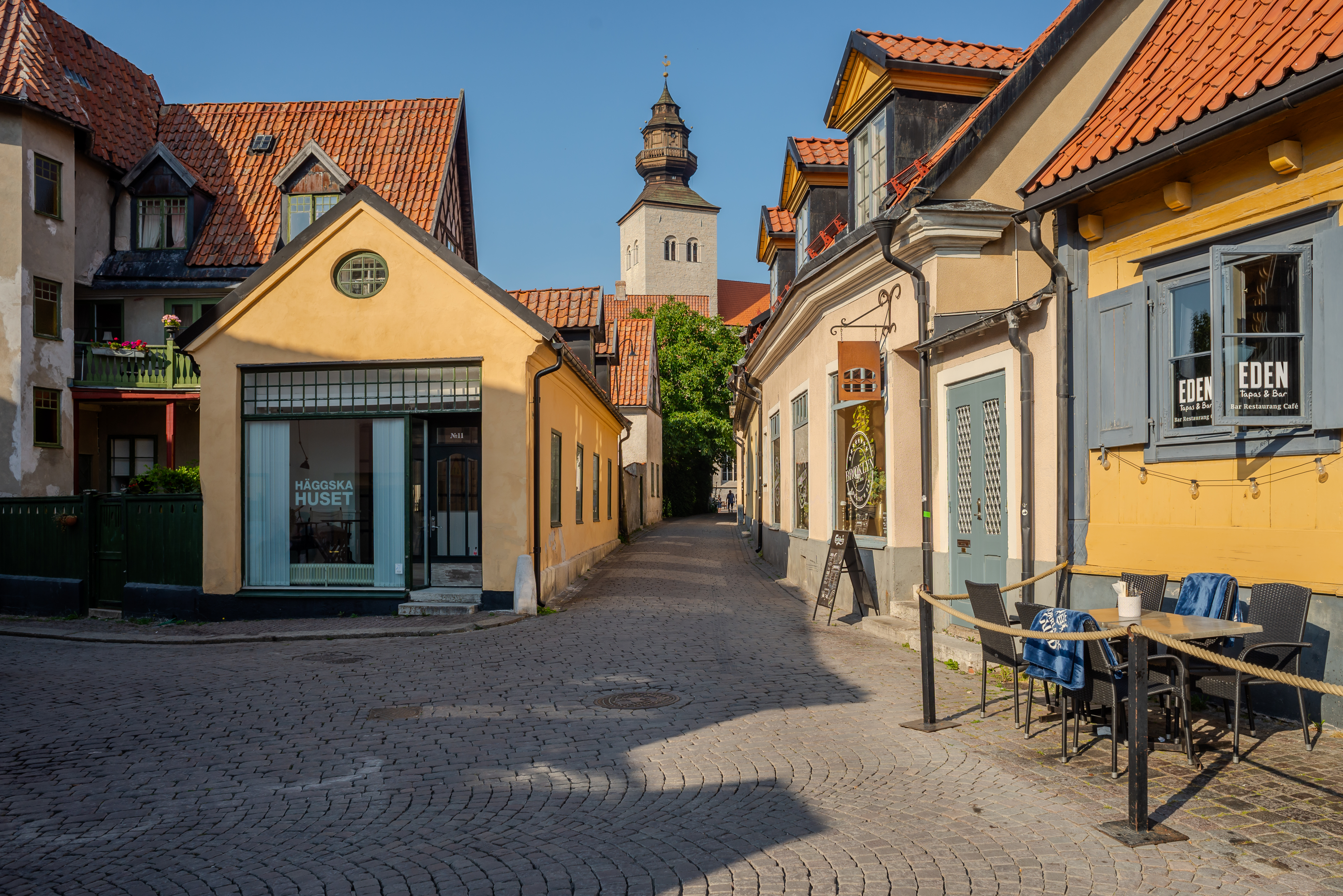
Restauranger längs Södra kyrkogatan i Visby med domkyrkan i bakgrunden.

Gotland är en stark jordbruksbygd. Den agrara sektorn tillsammans med turismen sysselsätter flest människor (bortsett från den offentliga sektorn). Främst odlas vete och sockerbetor, dock är sockerbetsodlingen på nedgång sedan Danisco lade ner sockerbruket på ön. Dessutom finns det en vingård på södra delen av ön, och det pågår även försök med framställning av rom från sockerbetor. Det finns även en lång tradition av fåravel och boskapsskötsel på ön.
Turismen är i dag Gotlands kanske viktigaste näring, och därtill en näring som oavbrutet växer sedan mer än 100 år tillbaka. Antal besökare ökar hela tiden, och med dem får allt fler personer möjlighet att försörja sig, helt eller delvis. Bland försörjningsområdena kan nämnas transportföretagen, hotell, campingplatser och inte minst den mycket omfattande privatuthyrningen av bostäder. Vidare restauranger, livsmedelsbutiker, museer och andra turistmål, nöjesliv inom alla områden samt mängder av konsthantverkare och konstnärer som säljer större delen av sin produktion under sommarperioden.
Gotlands näringsliv har dominerats/domineras av sten-, cement-, livsmedels- och elektronisk industri. Längst tradition har kalkindustrin, där kalkugnar började anläggas under 1500-talet. Flera släkter dök upp, där kalkpatronerna byggde upp stora förmögenheter och därigenom också ett politiskt inflytande på ön. Släktnamn som t.ex. Schröder, Fries, Ihre och Procopé dök upp. Många blev även skeppsredare, då kalken exporterades till hela norra Europa. Fortfarande är kalken viktig och det största industriföretaget är i dag Cementa, som ligger i Slite på nordöstra Gotland. Under 1960-talet dök även textilindustrin upp och konfektionsfabriker byggdes i Visby, Hemse och Slite. Tidigare var Försvarsmakten vid sidan om Gotlands kommun den största arbetsgivaren på ön på grund av öns läge mitt i Östersjön, nära dåvarande Sovjetunionen, men försvarsmakten avvecklade sina resterande verksamheter på ön helt 2005. De återkom till ön 2018 då Gotlands regemente återuppstod. Elektronikindustrin försvann till större delen när storarbetsgivaren Ericsson/Flextronics lade ner sin fabrik i Visby i början av 2000-talet. I stället har på 2000-talet tjänsteföretag vuxit kraftigt, bland dem Payex och Svenska Spel.
De flesta företag på ön är i dag små. Bara 20 av öns samlade företag hade år 2009/10 fler än 100 fast anställda. Den i särklass största arbetsgivaren är Gotlands kommun, med 6 340 anställda (inklusive drygt 500 med visstidsanställning). I storleksordning därefter kommer ett antal företag med cirka 400 anställda: Rederi AB Gotland, Payex, Svenska Spel och Cementa.

### Infrastruktur

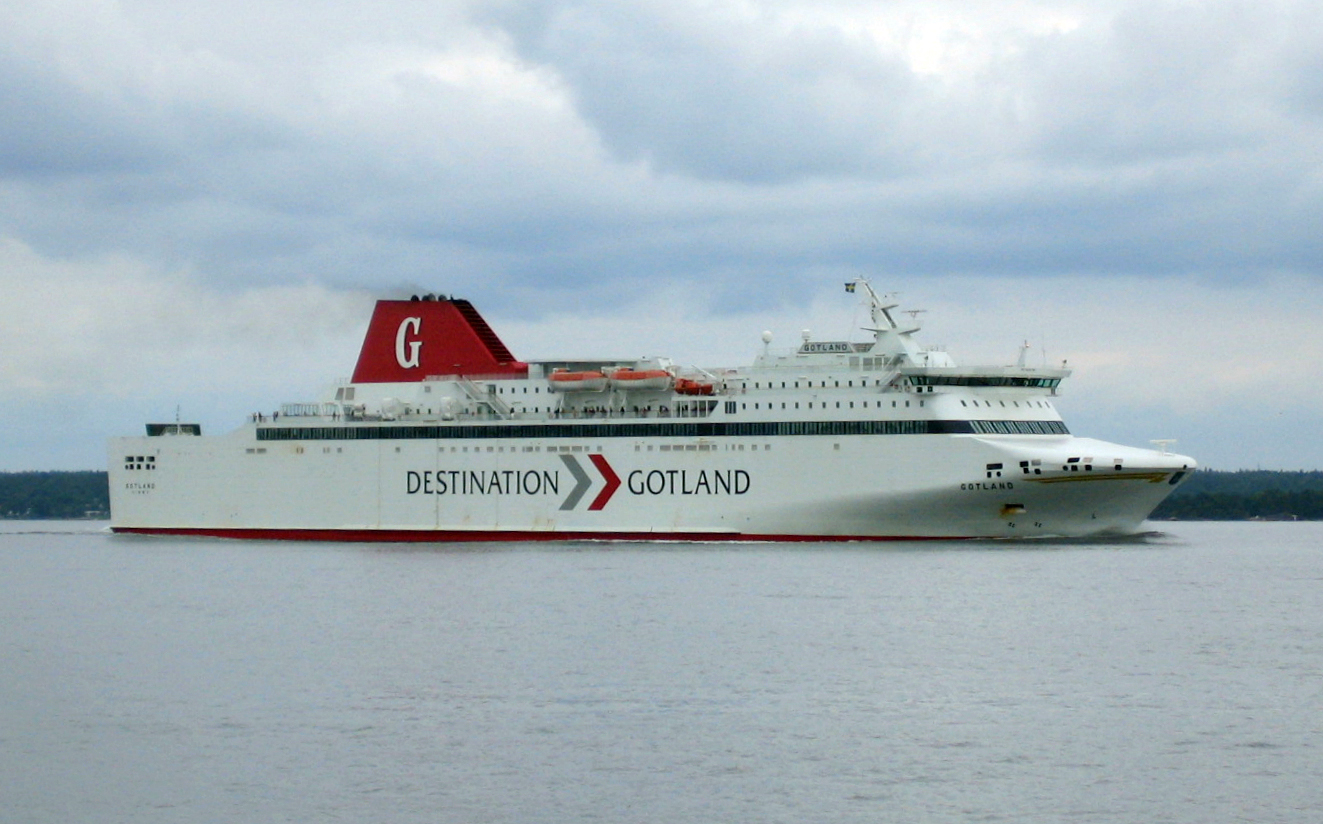
Bilfärjan tillhör Destination Gotlands flotta.

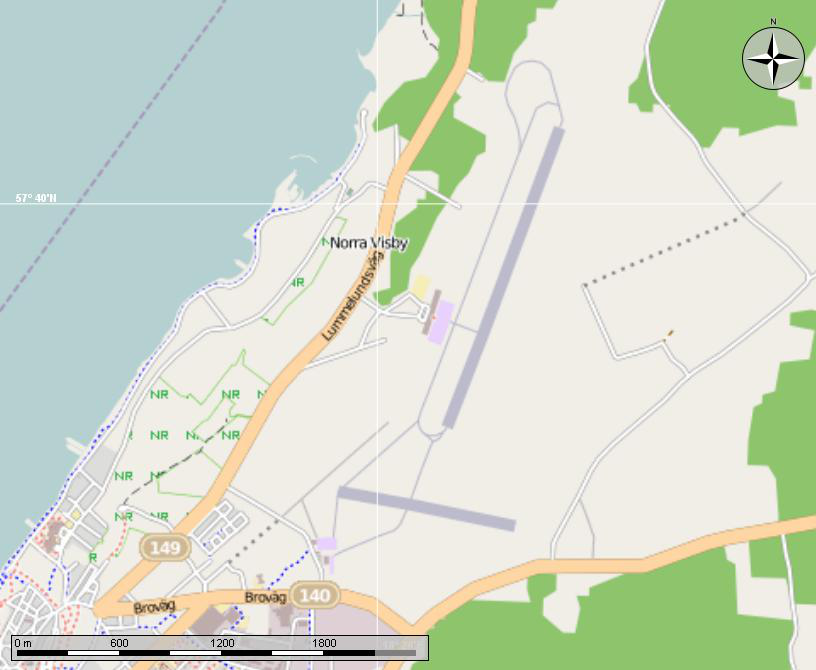
Visby flygplats.

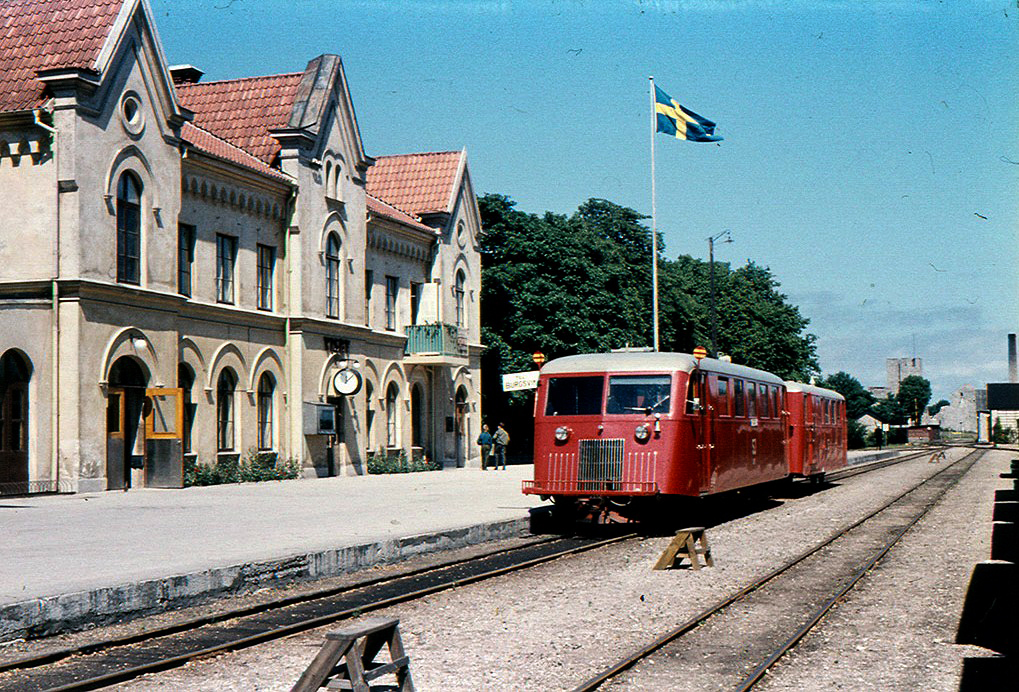
Hilding Carlsson-rälsbuss vid Visby station, 1960.

#### Båt
Den första reguljära ångbåtstrafiken med tidtabell från Visby till fastlandet inleddes 1866. I dag bedriver Destination Gotland färjetrafiken mellan Nynäshamn-Visby och Oskarshamn-Visby på uppdrag av staten (Trafikverket). Fyra snabbfärjor trafikerar linjerna. Resan från och till destinationerna tar cirka tre timmar. Tidigare har även Grankullavik (på Öland) och Västervik trafikerats. Visby–Västervik trafikerades senast från 1963 till 1988 och återupptogs igen sommaren 2016 av Gotlandsbåten. Visby–Grankullavik trafikerades 2007–2009. Under 2010 transporterade Destination Gotland 1 652 932 passagerare, 498 010 personfordon och 728 671 längdmeter gods mellan Visby och fastlandet. Vidare bedrives båttrafik i turistsammanhang kring ön, bland annat går båten M/S Stora Karlsö mellan Klintehamn och Stora Karlsö.

#### Flyg
Visby flygplats som ägs av Swedavia ligger strax norr om Visby där SAS trafikerar flygplatsen. Flygets betydelse för Gotland gör att Visby flygplats har en strategisk roll och i mars 2009 beslutade regeringen att Visby flygplats skulle ingå i det nationella basutbudet av flygplatser. Under 2014 flög totalt 406 906 personer till/från Visby flygplats.

#### Buss
Gotlands Kollektivtrafik utgörs av bussar som bedrives på 4 linjer i Visby och med 15 linjer på landsbygden. De första linjerna startades av på 1920-talet och öns olika järnvägsbolag kom att bedriva de flesta linjerna. Efter förstatligandet av järnvägarna bedrevs trafiken av SJ Buss, senare Swebus och 2009–2020 bedrevs trafiken av Gotlandsbuss AB.

#### Järnväg
I dagsläget är Gotland det enda länet i Sverige som saknar kommersiell järnvägstrafik, så har det emellertid inte alltid varit.
Under årens lopp har det funnits järnvägstrafik på linjerna Lärbro–Visby–Roma–Burgsvik (GJ), Visby–Västerhejde (VVJ), Hablingbo–Klintehamn–Roma (SGJ och KlRJ), Slite–Roma (SlRJ) och Ronehamn–Hemse (RHJ). Trafiken på RHJ lades ned 1918 och på VVJ 1940, övriga linjer förstatligades 1948 efter att ha bedrivits som ett statligt bolag i ett år. Hablingbo–Klintehamn–Roma och Slite–Roma lades ned 1953 följt av Lärbro–Visby–Roma–Burgsvik 1960. Sedan 1978 finns museijärnvägen Gotlands Hesselby Jernväg på en bit av gamla SlRJ, närmare bestämt Dalhem–Roma.

## Befolkning

### Språk
Forngutniska var på Gotland det ursprungliga egna språket. Det utgjorde en separat gren av de nordiska fornspråken jämte den fornvästnordiska (isländska, färöiska, norska) och den fornöstnordiska (svenska och danska) avdelningen. Gutamål är ett gammalt talspråk med rötter i forngutniska. Ordet gutamål skapades av guten (gotlänningen) Carl Säve, professor i nordiska språk 1859-1876. Förebild för ordet var forngutniska guta mal som betyder 'gutarnas språk'. Gutamålet har sitt ursprung i forngutniskan, men det har, bland annat på grund av det svenska starka centralstyret, inte status som språk.
På senare tid, liksom i övriga delar av Sverige, har de gotländska dialekterna påverkats kraftigt av rikssvenskan. Olika områden har emellertid påverkats olika mycket. Det råder således kontinuerliga övergångar mellan öns inbördes olika dialekter, från ålderdomliga dialekter till sådana som påverkats mer av svenskan.

### Religion
Gotlands befolkning blev kristen i samband med kristnandet av Sverige och Danmark. Detta skedde för Gotlands del under 1000-talet.

## Kultur

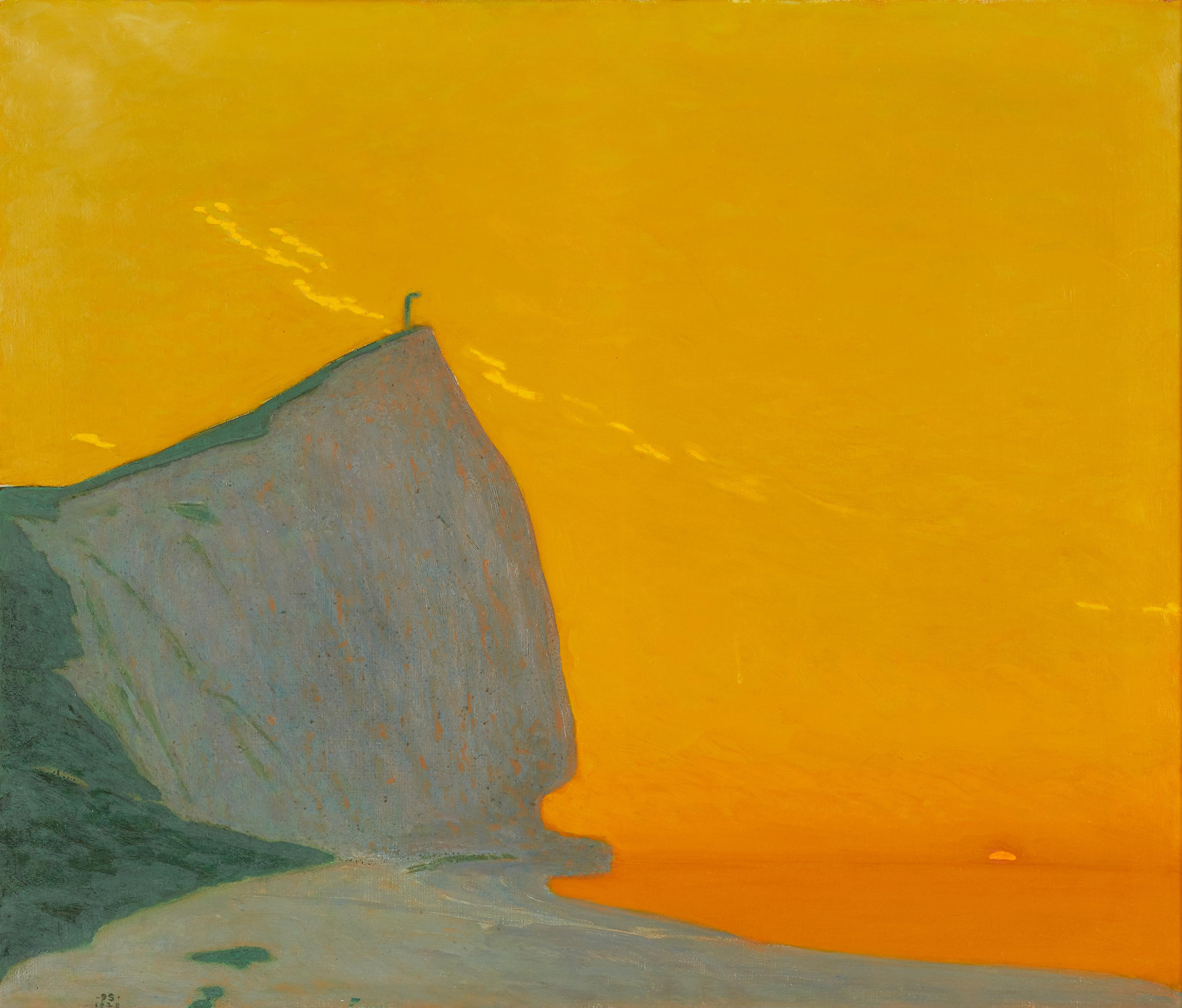
Den ensamme mannen på klippan, Pelle Swedlund, 1928 (se Högklint).

### Filminspelningar
Nedan listas filmer som spelats in på Gotland.
- Adam & Eva (1997), regi: Måns Herngren och Hannes Holm.
- Allra käraste syster (1988), regi: Göran Carmback, scener i filmen inspelade bland annat på Fårö.
- Beröringen (1971) regi: Ingmar Bergman.
- Brödernas kvinna (1943), regi: Gösta Cederlund, Visby, Hau i Fleringe, Bunge kyrka, Endre och Högklint på Gotland.
- Carambole (2005), regi: Daniel Lind Lagerlöf, inspelad i Fårösund filmstudio.
- En passion (1969), regi: Ingmar Bergman, Fårö.
- Grisjakten (1970), regi: Jonas Cornell.
- Happy End (1999), regi: Christina Olofson.
- Hemligheten (2005), regi: Paolo Vacirca.
- Här kommer Pippi Långstrump (1973), regi: Olle Hellbom, Visby-miljöer.
- Jack (1977), regi: Jan Halldoff.
- Lasse-Majas detektivbyrå – Kameleontens hämnd (2008), regi: Henrik Georgsson.
- Lilla Jönssonligan på kollo (2004), regi: Christjan Wegner.
- Lille Fridolf blir morfar (1957), regi: Per Gunvall
- Mongolpiparen (2004), regi: Alexander Moberg.
- Offret (1985), regi: Andrej Arsenjevitj Tarkovskij, inspelad på Närsholmen.
- Pensionat Oskar (1995), regi: Susanne Bier, manus: Jonas Gardell, inspelad vår/sommar 1994 vid Holmhällar på Storsudret.
- Persona (1966), regi: Ingmar Bergman, Fårö.
- Petri tårar (1995), regi: Erich Hörtnagl, Visby med omnejd.
- Pippi Långstrump på de sju haven (1970), regi: Olle Hellbom.
- P.S. Sista sommaren (1988), Visby-miljöer.
- På rymmen med Pippi Långstrump (1970), regi: Olle Hellbom, Visby-miljöer.
- Rosa - the movie, (2007), regi: Manne Lindwall.
- Scener ur ett äktenskap (1973), regi: Ingmar Bergman, Fårö.
- Skammen (1968), regi: Ingmar Bergman, Visby och Fårö.
- Sunes sommar (1993), regi: Stephan Apelgren.
- Sånger från andra våningen (2000), en scen är inspelad på Gotland.
- Såsom i en spegel (1961), regi: Ingmar Bergman, Fårö.
- Tempelriddarnas skatt II (2006), dansk film med bland annat Julie Grundtvig Wester, Christian Heldbo Wienberg, Nicklas Svale Andersen, Frederikke Thomassen, Peter Gantzler och David Owe.
- Vingar kring fyren (1934) med bland annat Lars Hanson, Karin Ekelund, Alfred Maurstad, Hilda Borgström, Knut Frankman och Anna Lindahl. Regi: Ragnar Hyltén-Cavallius, Visby-miljöer.
- Zombiestad Gotland (2008) med bl.a. Adam Bouras, Jasmine Rosell Olsson, Jonas L. Grönström och Robert Lamu. Regi: Alexander Kirmeier, Visby-miljöer, Burge på Gotland.

### Tv-serieinspelningar
Nedan listas tv-serier som spelats in på Gotland.
- Pippi Långstrump (1969), med bland annat Inger Nilsson, Pär Sundberg och Maria Persson.
- Husbonden – piraten på Sandön (1989), med bland annat Sven Wollter, Helena Bergström, Katarina Ewerlöf och Anton Glanzelius.
- Skuggornas hus (1996), med bland annat Stefan Sauk, Gunilla Röör, Jesper Salén och Gustaf Skarsgård.
- Kommissarien och havet (2007–), med bland annat Frida Hallgren och Inger Nilsson.
- Maria Wern - Främmande fågel (2008), med bland annat Eva Röse, Allan Svensson och Fares Fares.
- Maria Wern (2010–), med bland annat Eva Röse och Allan Svensson.

### Idrott
På Gotland utövas ett antal traditionella gutniska sporter, främst pärk  och varpa. Den gutniska femkampen består av ränn' i kämp (löpning), längdkast me' stain (längdkast med stenvarpa), haug-stikel (höjdhoppning), stangg-störtningg (stångstötning) och ryggkast. Man tävlar också i spark' blaistre  (sparka ögla) och rövkrok (benkrok).
Den stora kraftmätningen i gutniska sporter är Stångaspelen, en fyradagars tävling som hålls varje sommar i Stånga på mellersta Gotland. Gotland var värdö för Internationella öspelen 1999 och 2017.

#### Övrig sport
- Speedwayklubben – Bysarna
- Gotland Grand National – GGN
- Basketklubben – Visby Ladies, svenska mästare säsongen 2004/2005
- Innebandyklubbarna – Visby IBK (herrar) och Endre IF (damer)
- Fotbollsklubben – FC Gute (före november 2007 hade samma förening namnet Visby IF Gute FK)
- Ishockeyproffsen – Håkan Loob och Johan Larsson har båda lärt sig spela ishockey på Gotland
- Ishockeyklubbarna – Visby-Roma HK och Sudrets HC
- Wisby Simsällskap Anno 1922
- Tyngdlyftning- Visby Atletklubb (Svenska mästare i Lag 2006)